# جوزيف هوكينز
جوزيف هوكينز (بالإنجليزية: Joseph Hawkins)‏ هو محامي وسياسي أمريكي، ولد في 14 نوفمبر 1781، وتوفي في 20 أبريل 1832. انتخب عضو مجلس النواب الأمريكي.